# Saint-Sylvestre-Cappel
Saint-Sylvestre-Cappel (westflämisch Sint-Silvester-Kapel) ist eine französische Gemeinde mit 1151 Einwohnern (Stand: 1. Januar 2022) im Département Nord in der Region Hauts-de-France. Sie gehört zum Arrondissement Dunkerque und ist Mitglied im Gemeindeverband Cœur de Flandre Agglo. Die Bewohner werden Cappelois und Cappeloises genannt.

## Geografie

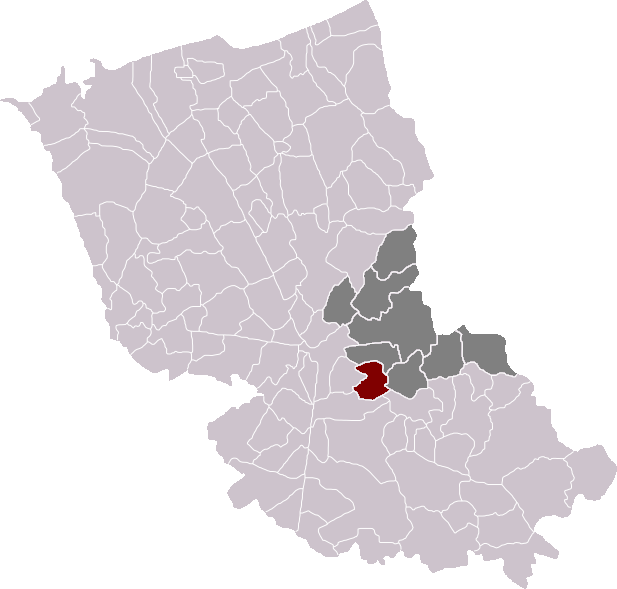
Lage von Saint-Sylvestre-Cappel im Arrondissement Dunkerque

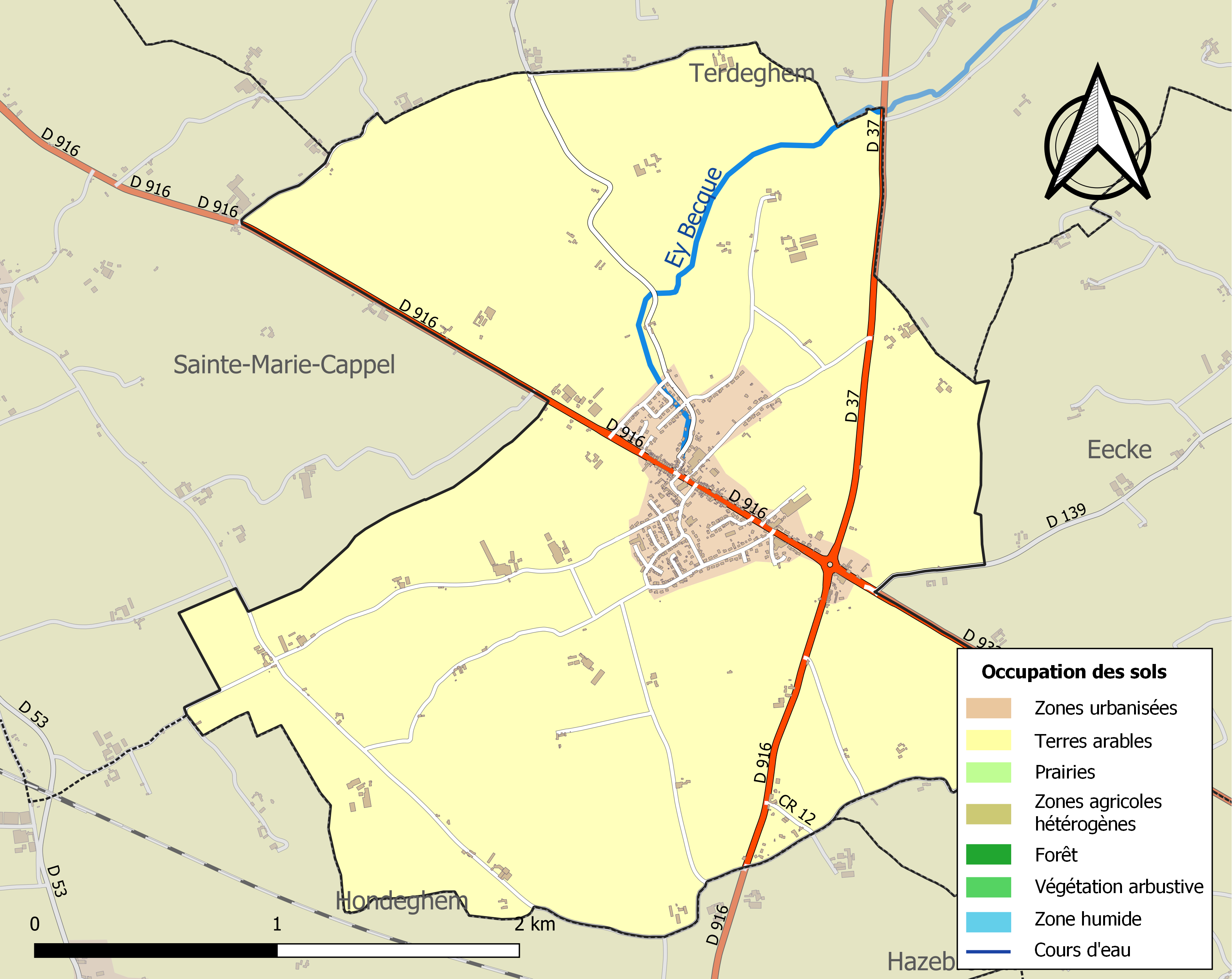
Bodennutzung, Hydrologie und Infrastruktur der Gemeinde (2018)

Saint-Sylvestre-Cappel liegt in Französisch-Flandern, etwa 32 Kilometer südsüdöstlich von Dünkirchen und etwa 40 Kilometer westnordwestlich von Lille nahe der Grenze zu Belgien. Die Gemeinde befindet sich in der Région naturelle Houtland in der Hügelkette der Monts de Flandres.
Hier entspringt der kleine Fluss Ey Becque (auch Heidebeek genannt), der im weiteren Verlauf an der nahen Grenze zu Belgien verläuft und schließlich in die Yser mündet. Außerdem wird das Gemeindegebiet vom zeitweise trockenfallenden Flüsschen Wagen Brugge, der Hondsteen Becque und verschiedenen kleineren Bächen entwässert. Das Zentrum liegt auf etwa 50 m Höhe. Das Relief des Geländes ist relativ eben, die Höhen betragen zwischen 28 m und 58 m.
Rund 94 % der Fläche der Gemeinde werden landwirtschaftlich genutzt, etwa 6 % entfallen auf bebaute Flächen (Stand: 2018).
Saint-Sylvestre-Cappel grenzt im Norden an Terdeghem, im Osten an Eecke, im Südosten an Caëstre, im Süden an Hondeghem und im Westen an Sainte-Marie-Cappel.

## Bevölkerungsentwicklung
| Jahr                       | 1962 | 1968 | 1975 | 1982 | 1990 | 1999 | 2006 | 2013 | 2020 |
| Einwohner                  | 716  | 724  | 870  | 1045 | 1019 | 1073 | 1094 | 1099 | 1150 |
| Quellen: Cassini und INSEE |      |      |      |      |      |      |      |      |      |

## Sehenswürdigkeiten
- Kirche Saint-André
- Der bei Prozessionen als traditionelle Riesenfigur auftretende Géant „Sylvestre le Ménestrel“ (deutsch Sylvester, der Spielmann) wird von der UNESCO unter dem Titel Prozessionen der Riesen und Drachen aus Belgien und Frankreich als Meisterwerke des mündlichen und immateriellen Erbes der Menschheit geführt.

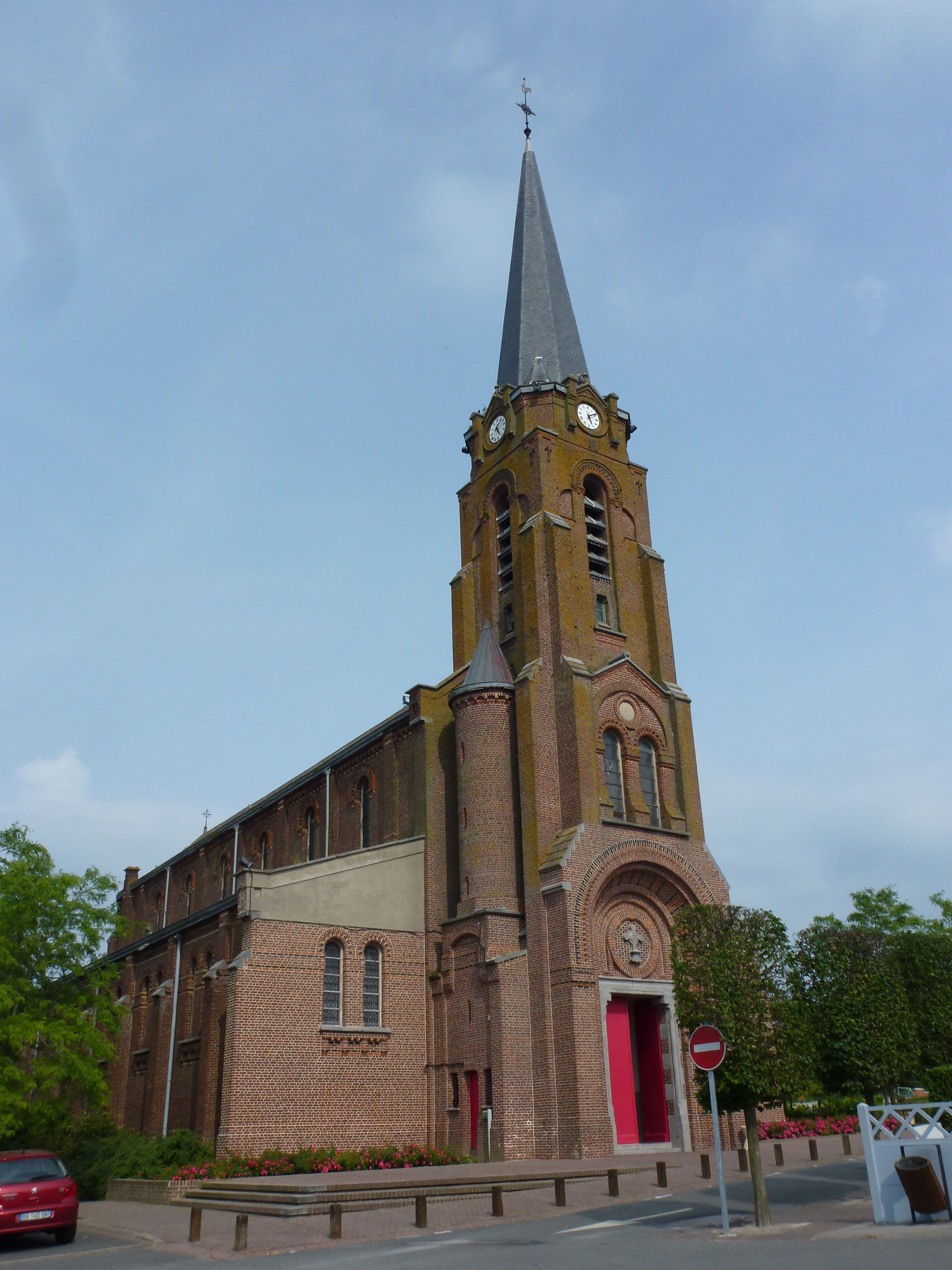
Kirche Saint-André, Südfassade
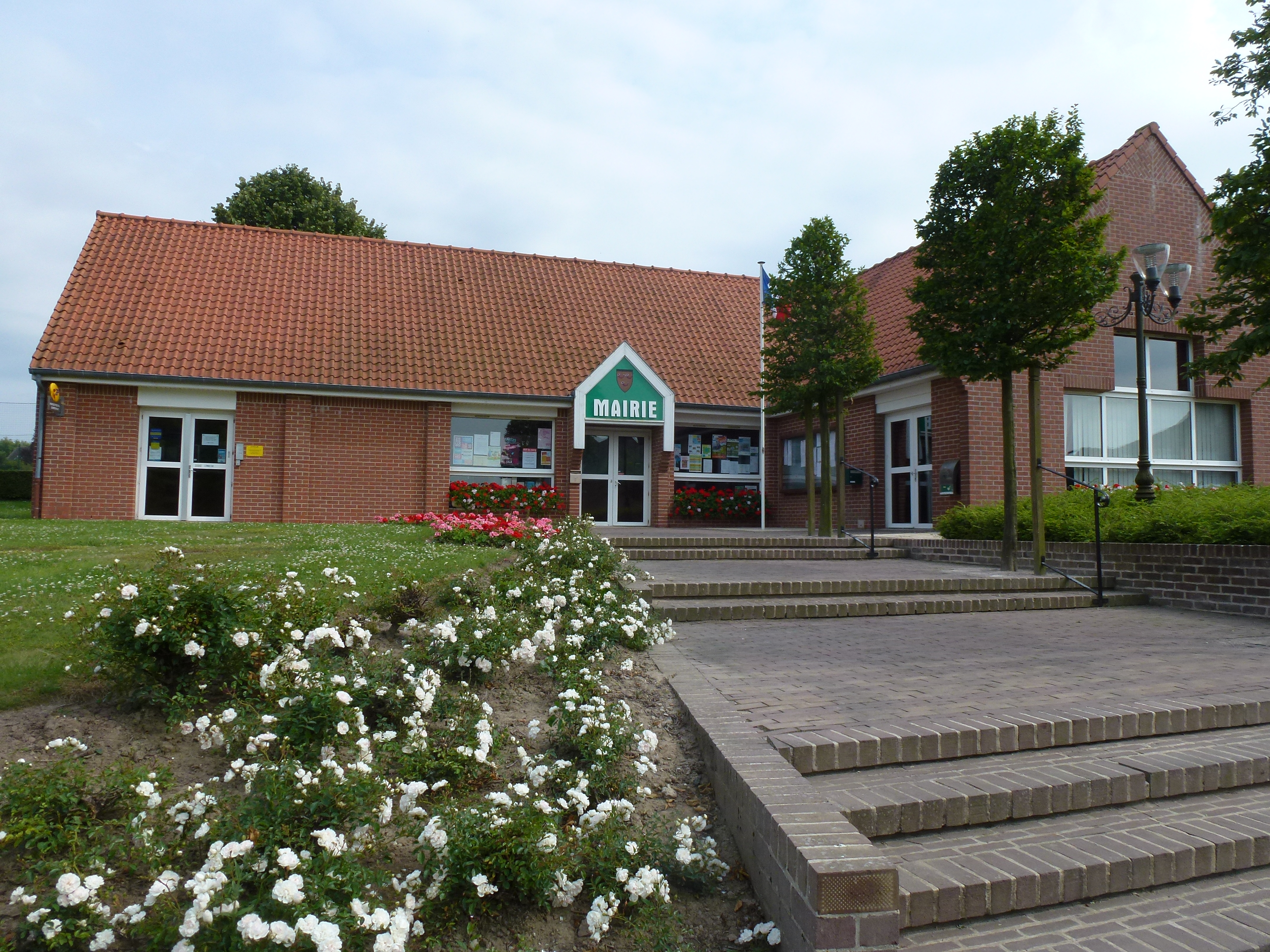
Bürgermeisteramt (Mairie)
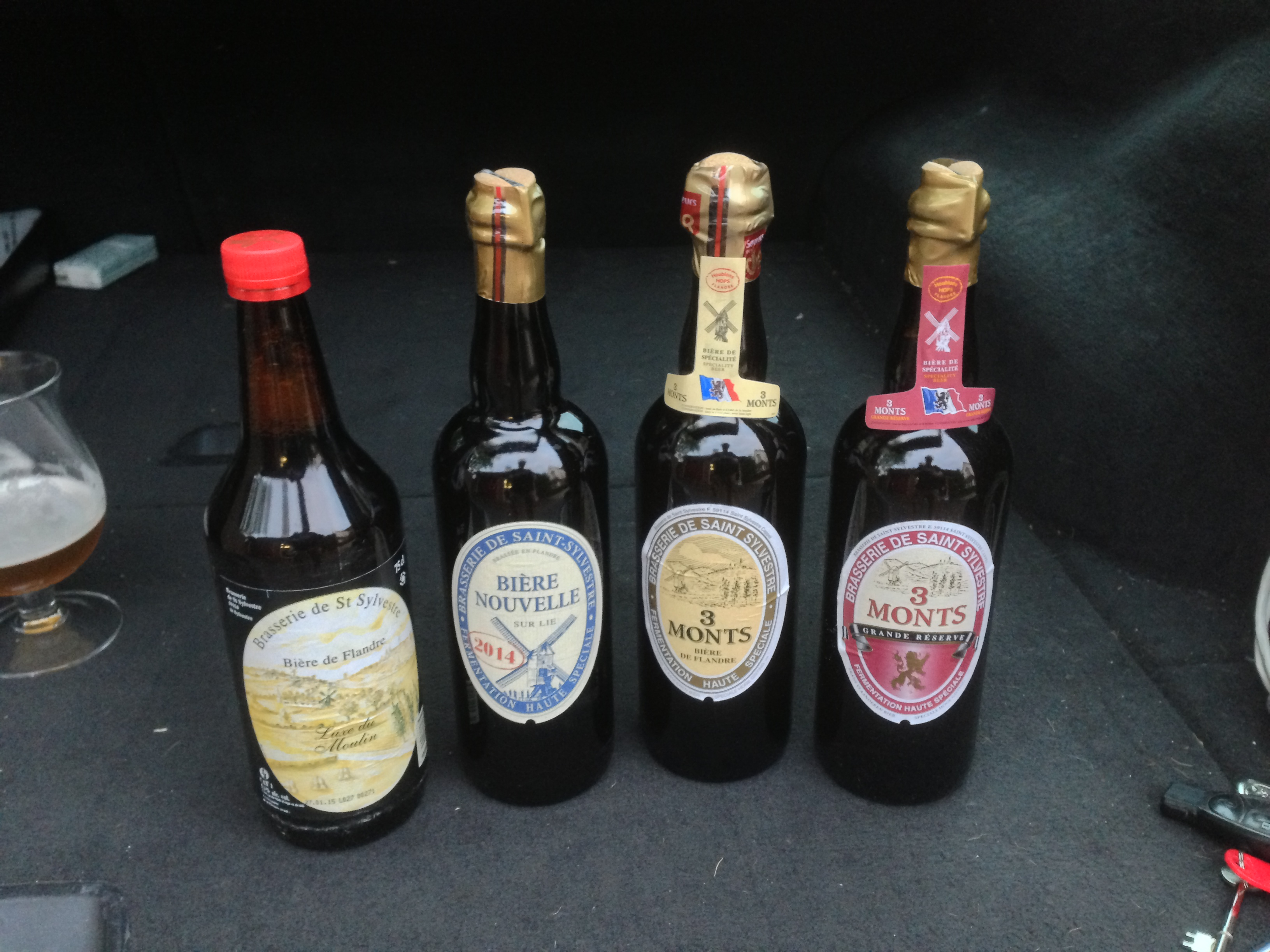
Biere aus der Brasserie de Saint Sylvestre
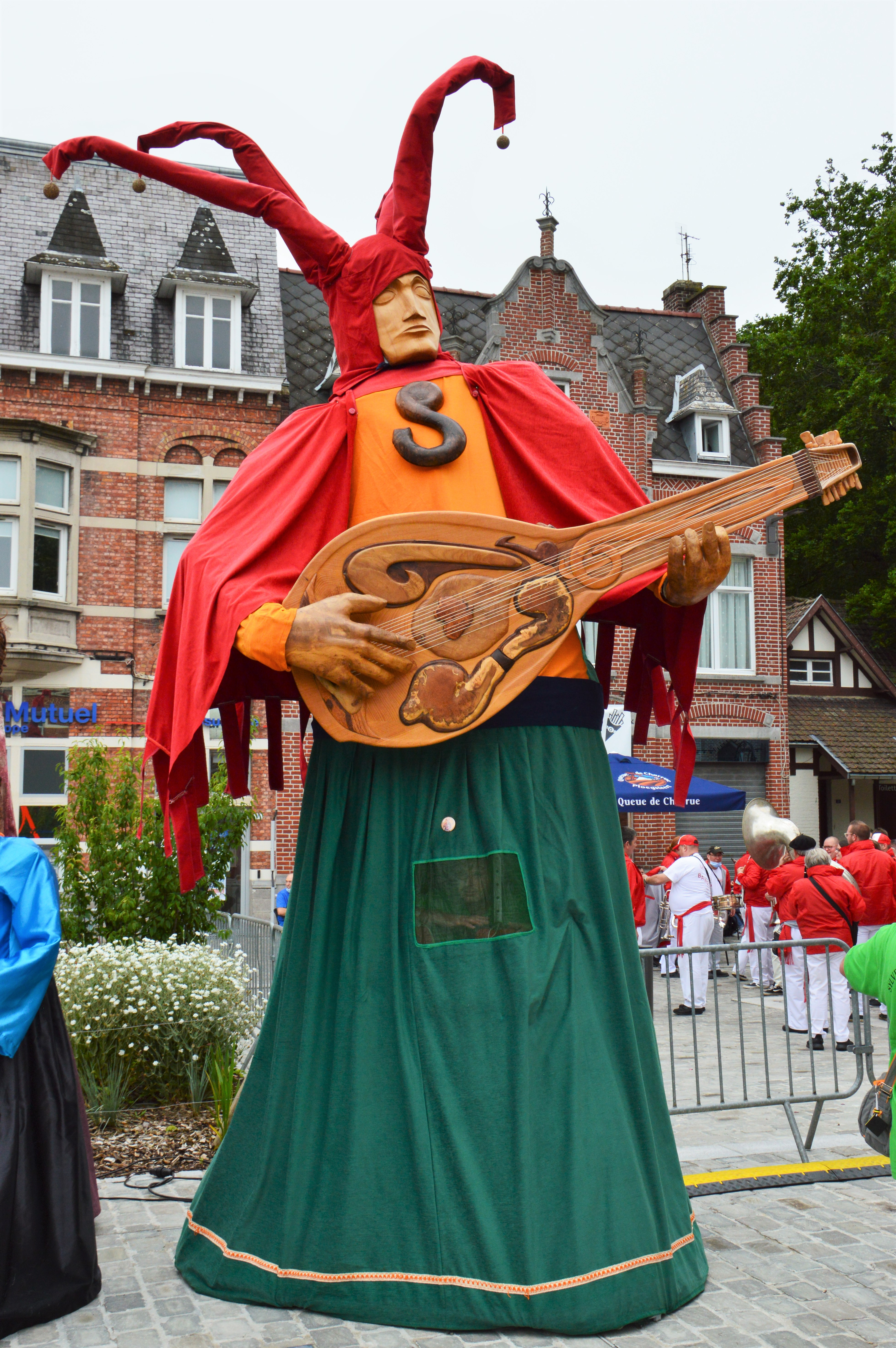
Géant „Sylvestre le Ménestrel“

## Wirtschaft
Die Brasserie de Saint Sylvestre ist eine heute noch bestehende Brauerei.

## Verkehr
Die Departementsstraße D 916, die ehemalige Route nationale 16 von Sarcelles nach Dünkirchen, führt von Süden bis zum Zentrum in nordnordöstlicher Richtung. In der Folge vereint sie sich mit der Departementsstraße D 933, die ehemalige Route nationale 42 von Boulogne-sur-Mer nach Lille, die beide das Gemeindegebiet in nordwestlicher Richtung verlassen. In der Gegenrichtung verlässt die D 933 das Zentrum von Saint-Sylvestre-Cappel in Südöstlicher Richtung. Die Departementsstraße D 37 führt nach Steenvoorde im Norden. Lokale Landstraßen verbinden das Zentrum mit den Weilern der Gemeinde und weiteren Nachbargemeinden.
Busse von vier Linien der Transportgesellschaft Arc-en-Ciel des Départements Nord verbinden Saint-Sylvestre-Cappel mit Cassel, Dünkirchen, Houtkerque über Steenvoorde, Boeschepe und Hazebrouck. Die Verkehrsgesellschaft De Lijn betreibt seit September 2023 eine grenzüberschreitende Buslinie von Hazebrouck nach Poperinge in Westflandern mit einer Haltestelle in Saint-Sylvestre-Cappel.